# ريف فروزلر
ريف فروزلر (بالإنجليزية: Reeve Frosler)‏ (11 يناير 1998 ببورت إليزابيث في جنوب أفريقيا - ) هو لاعب كرة قدم جنوب أفريقي في مركز الدفاع. لعب مع بيدفيست ويتس.

## روابط خارجية
- ريف فروزلر على موقع إي إس بي إن إف سي (الإنجليزية)
- ريف فروزلر على موقع قاعدة بيانات كرة القدم.إي يو (الإنجليزية)
- ريف فروزلر على موقع ناشيونال فوتبول تيمز (الإنجليزية)
- ريف فروزلر على موقع Soccerway.com (الإنجليزية)
- ريف فروزلر على موقع عالم كرة القدم.نت (الإنجليزية)
- ريف فروزلر على موقع أوليمبيديا (الإنجليزية)